# موريس بي. شابمان
موريس بي. شابمان (بالإنجليزية: Morris B. Chapman)‏ هو محامي أمريكي، ولد في 1919 في غرانيت سيتي في الولايات المتحدة، وتوفي في 18 فبراير 2007.